# Mimetus juhuaensis
Espèce
Synonymes
- Ero juhuaensis Xu, Wang & Wang, 1987

Mimetus juhuaensis est une espèce d'araignées aranéomorphes de la famille des Mimetidae.

## Distribution
Cette espèce est endémique de Chine. Elle se rencontre au Anhui et au Hunan.

## Description
La femelle holotype mesure 4,30 mm.
Le mâle décrit par Liu, Xu, Marusik et Yin en 2021 mesure 3,29 mm et la femelle 4,68 mm.

## Systématique et taxinomie
Cette espèce a été décrite sous le protonyme Ero juhuaensis par Xu, Wang et Wang en 1987. Elle est placée dans le genre Mimetus par Liu, Xu, Marusik et Yin en 2021.

## Étymologie
Son nom d'espèce, composé de juhua et du suffixe latin -ensis, « qui vit dans, qui habite », lui a été donné en référence au lieu de sa découverte, le mont Jiuhua.

## Publication originale
- Xu, Wang & Wang, 1987 : « A new species of the genus Ero from China (Araneae: Mimetidae). » Journal of the Hangzhou Teachers College, vol. 1987, no 2, p. 65-67.